# عبد العزيز العيد
عبد العزيز العيد مذيع وإعلامي سعودي، قضى ثلاثة عقود في العمل الإعلامي الإذاعي والتلفزيوني، ولمع بريقه في عدة مواقع، من أبرزها تعيينه مشرفاً عاماً على القناة الثقافية السعودية، وقدّم خلال مسيرته الكثير من البرامج التلفزيونية والإذاعية من أشهرها: (أحلى الليالي).

## التعليم
- تلقى تعليمه في المرحلة الابتدائية في مدرسة قتيبة بن مسلم في الشميسي، ثم في النموذجية في حي المعاهد، ثم في مدرسة الإمام البخاري في قري سلمان. ثم درس المرحلة المتوسطة في مدرسة الرازي في قري سلمان، ودرس الثانوية في مدرسة العارض في حي المعاهد.
- حاصل على درجة البكالوريوس في العلوم السياسية من جامعة الملك سعود عام 1405هـ.[4]

## العمل
- التحق بالعمل في مجال الإعلام منذ العام 1406هـ حيث عمل محرراً بالأخبار لمدة خمس سنوات.
- عمل مذيعاً منذ عام 1410 هـ بالقناة الأولى في التلفزيون السعودي.
- عمل في منصب كبير المذيعين بالتلفزيون السعودي.[5]
- عين مشرفاً عاماً على القناة الثقافية عام 2015م.[6]

## برامج
قدم العيد الكثير من البرامج في الإذاعة التلفزيون منها:
- (أحلى الليالي) على القناة السعودية الأولى عام 1996م.[7]
- (المرسى) على القناة السعودية الأولى. عرض عام 2009م وهو برنامج يعنى بشؤون الأسرة والمجتمع.[8]
- (استراحة الخميس) على إذاعة الرياض.
- (أهلاً بالمستمعين).
- (الليلة مرح).
- (همزة الوصل).
- (حدث وحوار).
- (حياكم).[9]